# Malchaz Asatiani
Malchaz Asatiani (georgiska: მალხაზ ასათიანი), född 4 augusti 1981 i Kutaisi, Georgiska SSR, Sovjetunionen, är en före detta fotbollsspelare från Georgien. 
Asatiani inledde sin karriär som offensiv mittfältare, men hans defensiva prestationer fick honom att gå till en mer defensiv position.

## Karriär

### Klubbkarriär
Asatianis klubbkarriär inleddes i den georgiska klubben Torpedo Kutaisi. Under hans treårsperiod i klubben vann klubben den georgiska ligan, Umaghlesi Liga, tre år i rad. 2003 snappades han upp av den ryska klubben Lokomotiv Moskva, där han spelade till år 2010. Med Lokomotiv vann han 2004 Ryska Premier League. 2005 vann han både Ryska Supercupen och OSS-cupen. 2007 vann han Ryska Cupen. I augusti 2008 kontrakterades Asatiani på ett halvårslån med den ukrainska klubben Dynamo Kiev. I klubblag spelar han främst som försvarare, medan han i landslaget främst spelar som mittfältare.

### Landslagskarriär
För landslaget har Malchaz spelat 36 internationella matcher och gjort 4 mål sedan hans debut 2001. Innan sin A-landslagskarriär spelade han sex år i det georgiska U-21 landslaget där han gjorde 2 mål på 18 matcher.

## Meriter
- Ukrainska ligan i fotboll – Vinnare 2009
- OSS-pokalen – Vinnare 2005
- Ryska Premier League – Vinnare 2004
- Ryska Cupen – Vinnare 2007
- Ryska Supercupen – Vinnare 2005
- Umaghlesi Liga – Vinnare 2000, 2001, 2002
- Georgiska Cupen – Vinnare 1999, 2001

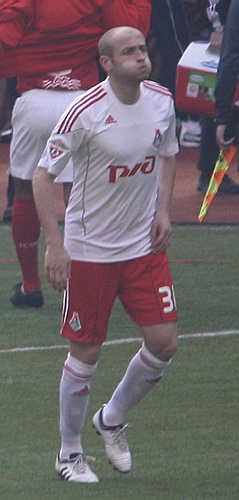
Malchaz Asatiani i Lokomotiv Moskvas tröja

## Statistik
| Klubb            | Säsong         | Liga    | Liga | Cup     | Cup | Europacuper | Europacuper | Totalt  | Totalt |
| Klubb            | Säsong         | Matcher | Mål  | Matcher | Mål | Matcher     | Mål         | Matcher | Mål    |
| ---------------- | -------------- | ------- | ---- | ------- | --- | ----------- | ----------- | ------- | ------ |
| Torpedo Kutaisi  | 1999/2000      | 13      | 3    | 0       | 0   | 0           | 0           | 13      | 3      |
| Torpedo Kutaisi  | 2000/2001      | 23      | 5    | 0       | 0   | 0           | 0           | 23      | 5      |
| Torpedo Kutaisi  | 2001/2002      | 25      | 1    | 0       | 0   | 0           | 0           | 25      | 1      |
| Torpedo Kutaisi  | 2002/2003      | 15      | 6    | 0       | 0   | 0           | 0           | 15      | 6      |
| Torpedo Kutaisi  | Totalt         | 76      | 15   | 0       | 0   | 0           | 0           | 76      | 15     |
| Lokomotiv Moskva | 2003           | 10      | 1    | 0       | 0   | 0           | 0           | 15      | 6      |
| Lokomotiv Moskva | 2004           | 19      | 1    | 1       | 0   | 0           | 0           | 20      | 1      |
| Lokomotiv Moskva | 2005           | 28      | 3    | 2       | 1   | 12          | 2           | 42      | 5      |
| Lokomotiv Moskva | 2006           | 14      | 0    | 2       | 0   | 0           | 0           | 16      | 0      |
| Lokomotiv Moskva | 2007           | 14      | 1    | 0       | 0   | 0           | 0           | 14      | 1      |
| Lokomotiv Moskva | 2008           | 4       | 0    | 1       | 0   | 0           | 0           | 5       | 0      |
| Lokomotiv Moskva | Totalt         | 89      | 6    | 6       | 1   | 12          | 2           | 107     | 9      |
| FK Dynamo Kiev   | 2008/2009      | 11      | 0    | 2       | 1   | 5           | 0           | 18      | 1      |
| FK Dynamo Kiev   | Totalt         | 11      | 0    | 2       | 1   | 5           | 0           | 18      | 1      |
| Lokomotiv Moskva | 2009           | 14      | 0    | 0       | 0   | 0           | 0           | 14      | 0      |
| Lokomotiv Moskva | 2010           | 22      | 0    | 0       | 0   | 0           | 0           | 22      | 0      |
| Lokomotiv Moskva | Totalt         | 36      | 0    | 0       | 0   | 0           | 0           | 36      | 0      |
| Karriär totalt   | Karriär totalt | 212     | 21   | 8       | 2   | 17          | 2           | 237     | 24     |